# Zaria

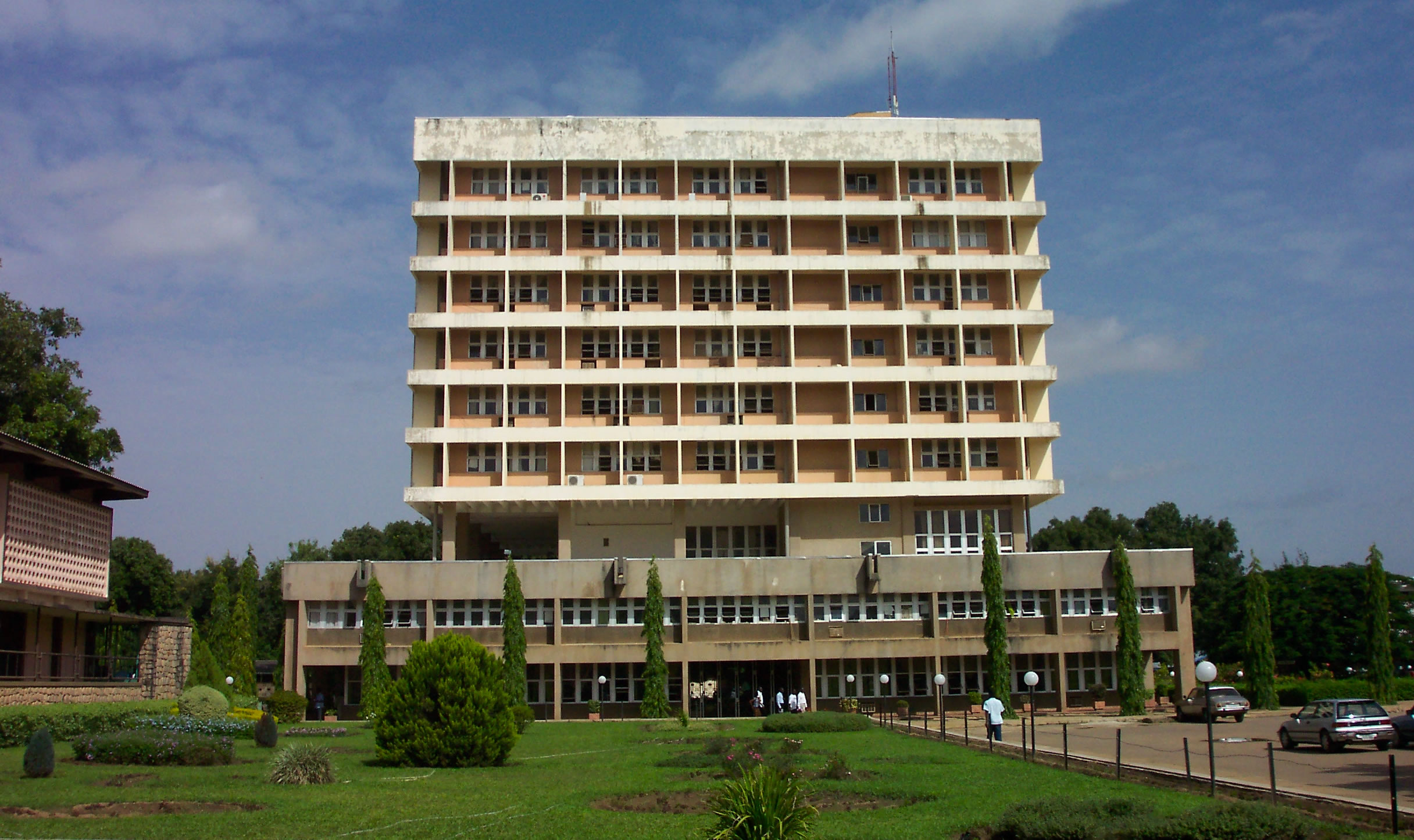
Ahmadu Bello University i Zaria

Zaria är en stad i delstaten Kaduna i norra Nigeria, mellan Kaduna och Kano. 2007 uppskattas stadens befolkning ha uppgått till 1 018 827 invånare. Den äldre delen av staden var ursprungligen omgiven av murar, men dessa har nu till stor del kollapsat. Zaria är säte för en emir.

## Näringsliv
Zaria är ett handelscentrum i ett jordbruksdistrikt, och särskilt viktig för industrin är bomull och jordnötter. Industrin omfattar järnvägsverkstad samt produktion av bland annat möbler, cigaretter, kosmetika och cyklar. Staden är en väg- och järnvägsknutpunkt och har även en flygplats.
I staden finns ett universitet, Ahmadu Bello University (grundat 1962), som är det största universitetet i Nigeria. Här finns även flera andra utbildningsinstitutioner.

## Historia
Zaria var först känt som Zazzau, och var en av hausafolkets ursprungliga sju stadsstater. Människor hade dock varit bosatta i området även före detta rikes framväxt, eftersom området redan tidigare hade en historia som hemvist för hausafolket. 
Under den senare delen av 1490-talet nådde islam Zaria, liksom de närliggande hausastäderna Kano och Katsina. Med den nya religionen följde en blomstrade handel, där handelsmännens karavaner var lastade med varor som salt, slavar och spannmål. Omkring 1512 blev Zaria en lydstat i Songhairiket, en erövring vars resultat nedtecknats av historikern Leo Africanus.
Staden Zaria grundades omkring 1536 och fick sitt namn efter dottern till en av dess historiska drottningar, drottning Bakwa, och snart samlades makten i riktet hit. En av Zarias mer framträdande historiska härskare var drottning Amina, dotter till Bakwa, som under sin tid mycket bidrog till att utöka hausafolkets territorium. 1734 blev Zaria en lydstat till Kanem-Bornu och 1805 erövrades staden av fulani. 1901 tog brittiska styrkor ledda av Frederick Lugard kontroll över staden.

## Kända personer
Den före detta ishockeyspelaren och NHL-proffset Rumun Ndur föddes i Zaria. Newcastleanfallaren Shola Ameobi härstammar från staden.